# 城巴創富道車廠

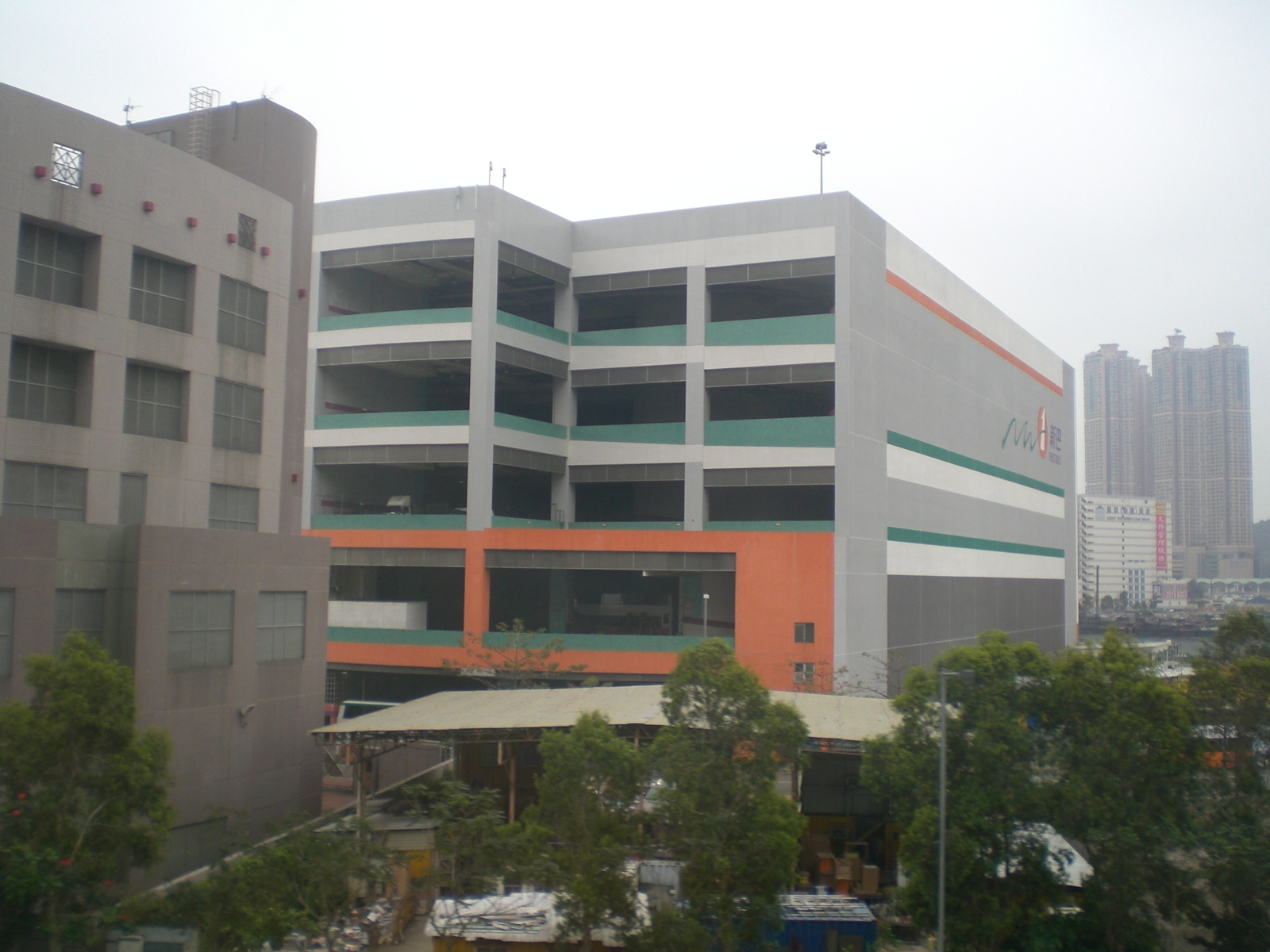
位於柴灣創富道的城巴總部及車廠

城巴創富道車廠（CTB Chong Fu Road Depot，代號為CFD），俗稱「創富廠」，曾為新世界第一巴士的主要維修車廠，於2023年7月1日專營權與城巴合併後，繼續由城巴使用。車廠位於柴灣創富道8號，鄰近杏花邨、城巴柴灣車廠和港鐵柴灣車廠。
此車廠是多層式建築，佔地13,000平方米，並附設有寫字樓（代號為CFO），匯達交通服務的交通服務總部便是設在該車廠內。由於新巴和城巴的總部設於該車廠，因此新巴和城巴勞資雙方常在此車廠就薪酬待遇等問題進行談判。

## 歷史
1998年，新巴獲政府批准承接營運中巴的88條港島區巴士路線的專營權。由於新巴是新成立的巴士公司，為確保港島區的巴士服務能夠順利交接，在政府協調下，新巴除了購入中巴原有的大部分巴士外，還以每年5,000萬元代價租用中巴的柴灣車廠作為車輛的維修中心，新巴同時又向政府申請土地建設自己的車廠。香港政府在2000年批出位於柴灣創富道的土地供新巴建立新車廠，由同系協興建築承建。新巴創富道車廠於2001年落成，並在2002年2月2日正式啟用，以取代由新巴向中巴租用的柴灣車廠之功能。
創富道車廠啟用後，新巴的總辦事處亦由柴灣新業街8號八號商業廣場遷入車廠內，並一直沿用至今。新巴母公司新創建集團收購城巴後，城巴的總辦事處亦由上環京光商業中心13樓遷入。新創建交通服務入股冠忠巴士集團後，冠忠巴士以及新大嶼山巴士的總辦事處亦設於該車廠的3及4樓。

## 設施
- 提供多元化工程服務，包括主要零件（如引擎、波箱及空調系統）之翻修、多項嚴謹的維修工作[10]，以及新巴士裝嵌工程。
- 採用防滲漏的雙層外殼地底油缸，以免污染環境[11]。
- 每個維修車坑均設有一條十二米長、可接駁巴士廢氣喉的抽風管，減少工人在巴士啟動引擎後進行維修時吸入廢氣的機會。
- 車廠已裝設滅聲裝置，確保廠內噪音不會影響附近民居[12]。